# Dziećmorowice (gromada)
Dziećmorowice (od 31 III 1970 Wałbrzych) – dawna gromada, czyli najmniejsza jednostka podziału terytorialnego Polskiej Rzeczypospolitej Ludowej w latach 1954–1972.
Gromady, z gromadzkimi radami narodowymi (GRN) jako organami władzy najniższego stopnia na wsi, funkcjonowały od reformy reorganizującej administrację wiejską przeprowadzonej jesienią 1954 do momentu ich zniesienia z dniem 1 stycznia 1973, tym samym wypierając organizację gminną w latach 1954–1972.
Gromadę Dziećmorowice z siedzibą GRN w Dziećmorowicach utworzono – jako jedną z 8759 gromad na obszarze Polski – w powiecie wałbrzyskim w woj. wrocławskim, na mocy uchwały nr 30/54 WRN we Wrocławiu z dnia 2 października 1954. W skład jednostki weszły obszary dotychczasowych gromad: Dziećmorowice ze zniesionej gminy Jedlina Zdrój w tymże powiecie oraz Modliszów ze zniesionej gminy Bojanice w powiecie świdnickim w tymże województwie. Dla gromady ustalono 10 członków gromadzkiej rady narodowej.
10 kwietnia 1970 do gromady Dziećmorowice włączono: a) część obrębu Rusinowa o powierzchni 574 ha z miasta na prawach powiatu Wałbrzycha w tymże województwie; b) główną część wsi Lubiechów oraz niewielką część wsi Szczawienko (działki nr nr 1/2, 1/3 i 1/4) ze znoszonej gromady Szczawienko w powiecie wałbrzyskim; po czym gromadę Dziećmorowice zniesiono przez przeniesienie siedziby GRN z Dziećmorowic do Wałbrzycha i zmianę nazwy jednostki na gromada Wałbrzych.